# Doc Hollywood
Doc Hollywood es una película estadounidense de 1991 de comedia romántica basada en el libro What? Dead Again?, por Neil B. Shulman, MD. La película esta protagonizada por Michael J. Fox, Julie Warner, Woody Harrelson y Bridget Fonda, y dirigida por Michael Caton-Jones. La filmación tuvo lugar en Micanopy, Florida.
Con producción y distribución de Warner Bros. y un presupuesto estimado en USD 20 000 000, el filme fue estrenado el 31 de julio de 1991 en California, EUA, recaudando en su primer fin de semana USD 7 251 854 en EUA y Canadá, según informa IMDb. Y un total a nivel mundial de USD 54 830 779. 
En Argentina la cinta se estrenó el 31 de octubre de 1991.

## Sinopsis
El doctor Benjamin Stone (Michael J. Fox) es un joven y brillante cirujano que anhela salir de la monotonía de Washington D. C. y finalmente consigue la oportunidad de ser cirujano plástico en Beverly Hills. En su último día, se nota la mala relación que ha tenido con sus compañeros de urgencias de Washington, así que no duda un momento en subirse a su Porsche 356 Speedster para ir conduciendo hasta California. Pero, por el camino, tiene un accidente en el sureño pueblo de Grady (Carolina del Sur). El juez local (Roberts Blossom) le condena a cien horas de servicio comunitario en un hospital cercano. Ben le ofrece dinero para quedar libre; pero solo consigue que le aumente las horas de su servicio a la comunidad. 
Se hace amigo del alcalde Nick Nicholson (David Ogden Stiers), así como de la atractiva Nancy Lee (Bridget Fonda). Ben también conoce y se hace amigo de la dueña del café (Frances Sternhagen), así como de Melvin (Mel Winkler), el mecánico local encargado de reparar su coche. Poco después, descubre que su trabajo en la clínica es mucho más relajado que en la gran ciudad. También tiene una cura de humildad cuando el médico del pueblo, Aurelio Hogue (Barnard Hughes), ordena a Ben que cure a un niño con una Coca-Cola. Descartando el tratamiento de Hogue como charlatanería, Ben pide un helicóptero para trasladar al niño a otro centro en Atenas (Georgia), para ver un especialista del corazón. Pero cuando el antiguo médico regresa, Ben está avergonzado cuando sabe que el niño esta malo por haber masticado un poco de tabaco de su padre y Hogue le explica que el ácido carbónico presente en los refrescos aliviará su dolor de estómago.
Más tarde, salva a Hogue después de que sufra un ataque al corazón casi fatal. Hogue esta impaciente por retirarse, la gente del lugar anima a Ben para que se quede y ocupe su lugar solo por USD 35 000 al año (una buena cantidad de dinero con un bajo costo de vida). A Ben le gusta Vialula (Julie Warner), más conocida como Lou, la conductora de la ambulancia del pueblo. Lou es madre soltera de una niña de cuatro años llamada Emma, fruto de una relación que tuvo con un exnovio mientras vivía en la ciudad de Nueva York.
Ben confiesa a Lou que se crio en un pequeño pueblo en la zona rural de Indiana, donde vivían sus padres y murieron en un accidente de coche cuando tenía solo catorce años. Por esa razón no puede verse confinado en una pequeña ciudad que le recuerda a sus padres. Ben es perdonado del servicio comunitario por el juez Evans. Ahora es libre de ir a California; pero ya no es el médico egoísta de antes: Grady y sus gentes lo han cambiado. 
En California, su nuevo jefe, el doctor Halberstrom (George Hamilton), lo contrata en la entrevista, gracias a una inesperada carta de recomendación del doctor Hogue. Ben finalmente tiene el trabajo de sus sueños. Pero, a lo largo de las próximas semanas, se cansa rápidamente de la superficialidad de Beverly Hills y de los pacientes. Un día, se sorprende por la aparición de Nancy Lee y Hank, que han huido de Grady para venir a California y que ahora son pareja. Hank le dice a Ben que tomó su propio consejo, y Ben, al ver una oportunidad de felicidad verdadera, vuelve a Grady, con la esperanza de arreglar las cosas con Lou.

## Elenco
- Michael J. Fox como el Dr. Benjamin Stone
- Julie Warner como Vialula/Lou.
- Woody Harrelson como Hank Gordon.
- Bridget Fonda como Nancy Lee Nicholson.
- Barnard Hughes como el Dr. Aurelius Hogue.
- George Hamilton como el Dr. Halberstrom.
- David Ogden Stiers como el alcalde Nick Nicholson.
- Frances Sternhagen como Lillian.

## Similitud conCars
Disney/Pixar ha sido acusada de plagiar Doc Hollywood en su filme Cars. Muchos críticos han observado que Cars tiene un argumento casi idéntico a la comedia de Michael J. Fox Doc Hollywood. «Es una copia», dijo Christy Lemire del San Francisco Chronicle. El crítico Simon Kinnear de Total Film apuntó que «Cars es Doc Hollywood con coches».

## Recepción
La película tuvo una recepción mixta.

## Taquilla
La película debutó en el número 3.